# Isotta Fraschini Tipo KM
Der Isotta Fraschini Tipo KM ist ein Pkw-Modell der italienischen Marke Isotta Fraschini. Eine andere Bezeichnung ist Isotta Fraschini 100/120 HP.

## Beschreibung
Das Fahrzeug wurde im Oktober 1910 auf dem Pariser Autosalon präsentiert. Es ist ein Sportwagen. Der Tipo TM ist ähnlich konzipiert, hat aber einen kleineren Motor.
Der Vierzylindermotor mit Wasserkühlung hat eine obenliegende Nockenwelle, vier Ventile pro Zylinder und Doppelzündung. 130 mm Bohrung und 200 mm Hub ergeben 10.619 cm³ Hubraum. Der Hersteller nannte 140 PS Leistung bei 1800 Umdrehungen in der Minute.
Der Motor ist vorn im Fahrgestell eingebaut und treibt über zwei Ketten die Hinterräder an. Das Getriebe hat vier Gänge. Als Höchstgeschwindigkeit sind 150 km/h angegeben. Ungewöhnlich für die damalige Zeit sind die Vierradbremsen. Oreste Fraschini hatte die Bremsanlage entwickelt.
Als Aufbauten gab es Tourenwagen und einen zweisitzigen Phaeton.
1914 endete die Produktion. Insgesamt entstanden etwa 50 Fahrzeuge. Nach dem Ersten Weltkrieg folgte mit dem Tipo 8 ein Fahrzeug der Oberklasse ohne sportlichen Anspruch.
Das Auktionshaus Bonhams versteigerte 2008 ein Fahrzeug von 1913 mit dem britischen Kennzeichen SV 4139 für 1.492.000 US-Dollar.